# Twin Elm Rugby Park
Twin Elm Rugby Park – kompleks sportowy znajdujący się w Ottawie w Kanadzie, służący przede wszystkim do rozgrywania meczów rugby union.

## Historia
Do 1975 roku społeczność rugby z Ottawy rozgrywała spotkania na piłkarskich boiskach rozsianych po całym mieście, na których brakowało podstawowej infrastruktury higienicznej. Nowy stadion powstał dzięki inicjatywie zawodników czterech klubów, którzy na początku lat siedemdziesiątych postanowili o jego budowie w celu promocji i rozwoju tego sportu w stolicy kraju. Dwudziestu z nich, zastawiając w hipotekę swoje nieruchomości, zebrało 18 000 CAD i, po rozważeniu kilku lokalizacji, zakupiło dwadzieścia pięć akrów gruntu na południowym zachodzie Nepean. W 1973 roku Twin Elm Rugby Park uzyskał osobowość prawną i otrzymał grant z Ontario Lottery and Gaming Corporation zarządzającej grami losowymi na terenie Ontario, a następnie pożyczkę bankową w wysokości odpowiednio 267 i 275 tysięcy CAD. Dodatkowe fundusze na wykończenie budynku i boisk pochodziły ze zbiórek społeczności rugby, która również przygotowywała teren i budowę obiektów. W latach osiemdziesiątych, gdy stopy procentowe w Kanadzie przekraczały 20%, a roczne spłaty kredytu pokrywały jedynie odsetki, zarząd kompleksu stanął przed bankowym ultimatum zmniejszenia długu lub utratą nieruchomości. Wówczas członkowie klubów-właścicieli w ciągu miesiąca zebrali żądane przez bank 80 tysięcy, a wcześniej 100 tysięcy dolarów. W 1992 roku zamontowano siedzenia w górnej części głównej trybuny, dach nad nią pojawił się natomiast z funduszy Ontario Trillium Foundation, dzięki którym zmodernizowano również budynek klubowy oraz zainstalowano oświetlenie na parkingu. Elektroniczna tablica wyników została zakupiona w 1994 roku, a miejski grant z 2001 roku pozwolił na zakup przenośnych trybun.

## Obiekt
Dwudziestopięcioakrowy kompleks znajdujący się w Nepean – dawnym mieście, a obecnie dzielnicy Ottawy – posiada pięć pełnowymiarowych boisk, na którym mogą być prowadzone treningi i zawody przede wszystkim w rugby union, a także w piłce nożnej, lacrosse, siatkówce, hokeju na trawie, futbolu gaelickim czy ultimate frisbee. Infrastruktura stadionu zawiera szesnaście szatni dla zawodników i sędziów, bar oraz dwie klimatyzowane sale (na 100 i 150 osób), przeznaczone na różnego rodzaju przyjęcia, spotkania czy konferencje. Przystadionowy parking mieści natomiast około 250 pojazdów. Istnieje również wolna przestrzeń, na której podczas większych imprez można rozstawić namioty z cateringiem.
Główne boisko jest w pełni ogrodzone i posiada stałą trybunę, tunel prowadzący z murawy do szatni oraz elektroniczną tablicę wyników. Główna trybuna podzielona jest na dwie części – górną zadaszoną i dolną odkrytą – mieszczące odpowiednio 500 i 800 osób. W razie potrzeby mogą być dostawione dwie dodatkowe trybuny: na poziomie boiska oraz na nasypie ziemnym na 700 i 1000 widzów. Pojemność stadionu wraz z miejscami stojącymi wynosi 6000 kibiców.
Właścicielami kompleksu są cztery kluby z Ottawy: Irish, Indians, Beavers-Banshees oraz Bytown Blues. Mecze na stadionie rozgrywa również zespół Eastern Ontario Selects.

## Zawody
Kompleks regularnie gości lokalne, regionalne, ogólnokrajowe, a także międzynarodowe zawody sportowe. Odbyły się na nim między innymi testmecze reprezentacji Kanady mężczyzn i kobiet, spotkania w ramach Churchill Cup, czy też męskie i żeńskie mistrzostwa strefy NACRA w rugby 7.